# Munjong av Goryeo
Munjong av Goryeo, född 1019, död 1083, var en koreansk monark. Han var kung av Korea mellan 1046 och 1083. 